# La Chrysalide
La Chrysalide est une association bruxelloise d'artistes progressistes de la fin du XIXe siècle.

## Historique

### Les membres fondateurs
Le cercle La Chrysalide est fondé en 1875 par Eugène-Henri Dubois, Victor Fontaine, Célestin Gilleman, Théodore Hannon, Charles-Auguste Navez, Périclès Pantazis, Auguste-Ernest Sembach et Alfred Verhaeren.

### Les Salons
L'objectif principal de l'association est d'organiser des expositions d'avant-garde, avec l'appui d'amateurs d'art (médecins, avocats, fonctionnaires), afin de présenter les travaux de ses membres dans des cabarets Bruxellois. Le carton d'invitation à la première exposition en 1876 est conçu par Félicien Rops.
Seuls quatre Salons sont organisés. Les trois premiers se sont tenus dans de mauvaises conditions, dans les salles enfumées d'un établissement public. Le premier au café Le Ballon au Cantersteen (du 4 novembre au décembre 1876), le second au café La Bouteille du Brabant, également au Cantersteen (en mars 1877), et le troisième au café Le Petit Louvain, place de Louvain (de mars à avril 1878). 
Le dernier des quatre Salons a lieu dans la salle Janssens, Petite rue de l'Écuyer no 9, véritable espace d'exposition (du 31 mai au 8 juin 1881). Des artistes renommés y participent : Constantin Meunier, Jean De la Hoese, Léopold Speekaert, Jean-François Taelemans, ou encore Célestin Gilleman, Théodore Hannon, Jean Mayné, Léon Mundeleer, Périclès Pantazis, et Alfred Verhaeren,.

### Les membres adhérents
Par après, de nombreux artistes aux idées plus ou moins aux progressistes rejoignent La Chrysalide, comme Henri Arden, Charles-Louis Bellis, Charles Dratz, E. Vander Meulen, Guillaume Vogels, James Ensor, Alfred Verwée, Louis Artan de Saint-Martin, Léopold Speekaert, Victor Uytterschaut, Maurice Hagemans, Willy Finch, Georgette Meunier et George Wilson.

### La fin
Le groupe La Chrysalide existe jusqu'en 1881, puis s'est effondré. Le groupe peut être considéré comme le précurseur du groupe des XX.
À la même époque, deux autres cercles artistiques sont actifs à Bruxelles, L'Union des Arts et L'Essor, mais ils sont plus conservateurs.